# Jim Jowett
Sylvester James Jowett (sinh ngày 27 tháng 1 năm 1926) là một cầu thủ bóng đá nghiệp dư người Anh thi đấu ở vị trí tiền vệ cánh ở Football League cho York City, và từng đầu quân cho Sheffield United mà không có một trận quốc nội nào.